# Asago
Asago è una città giapponese della prefettura di Hyōgo.

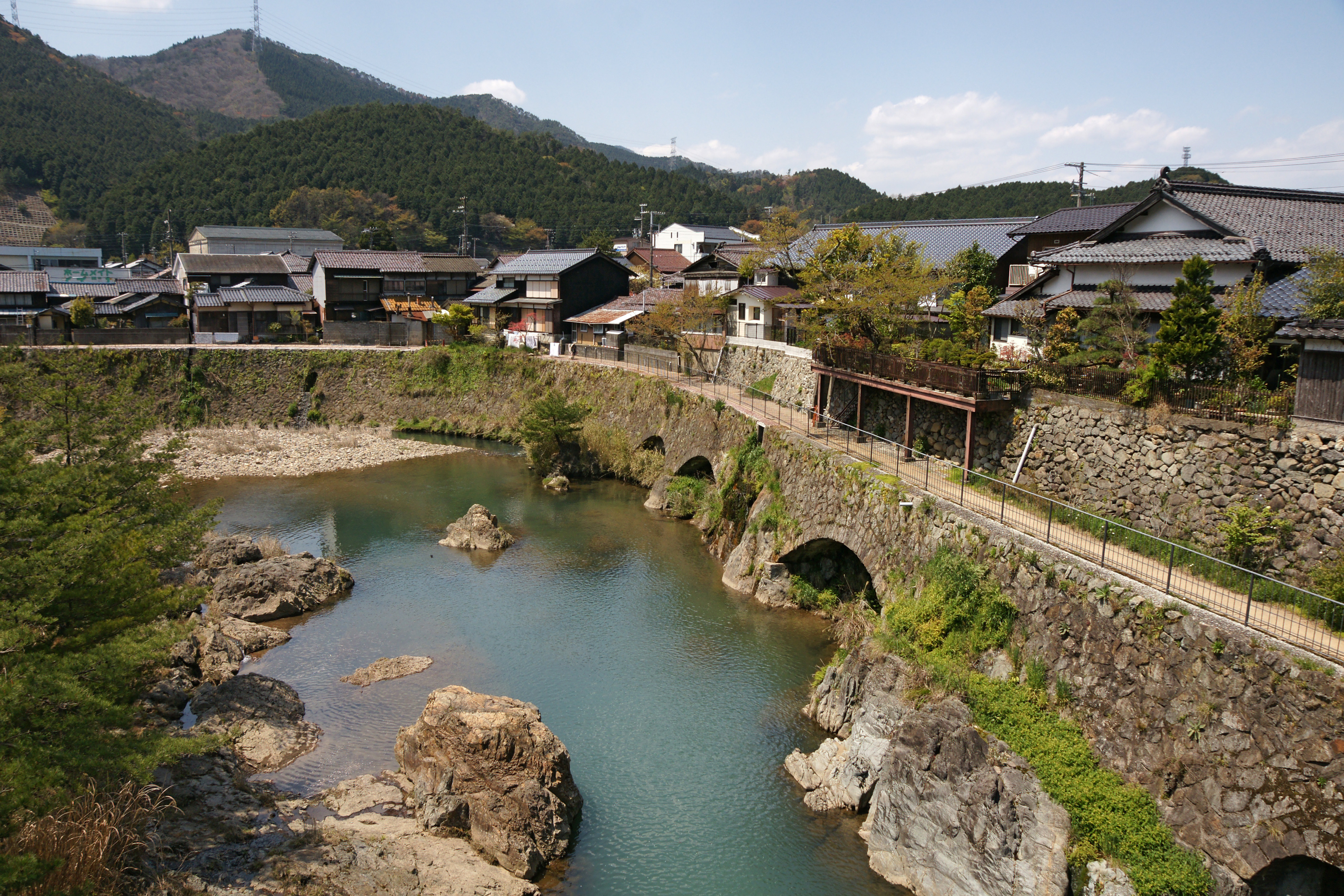
Scenario di Kuchiganaya, Ikuno
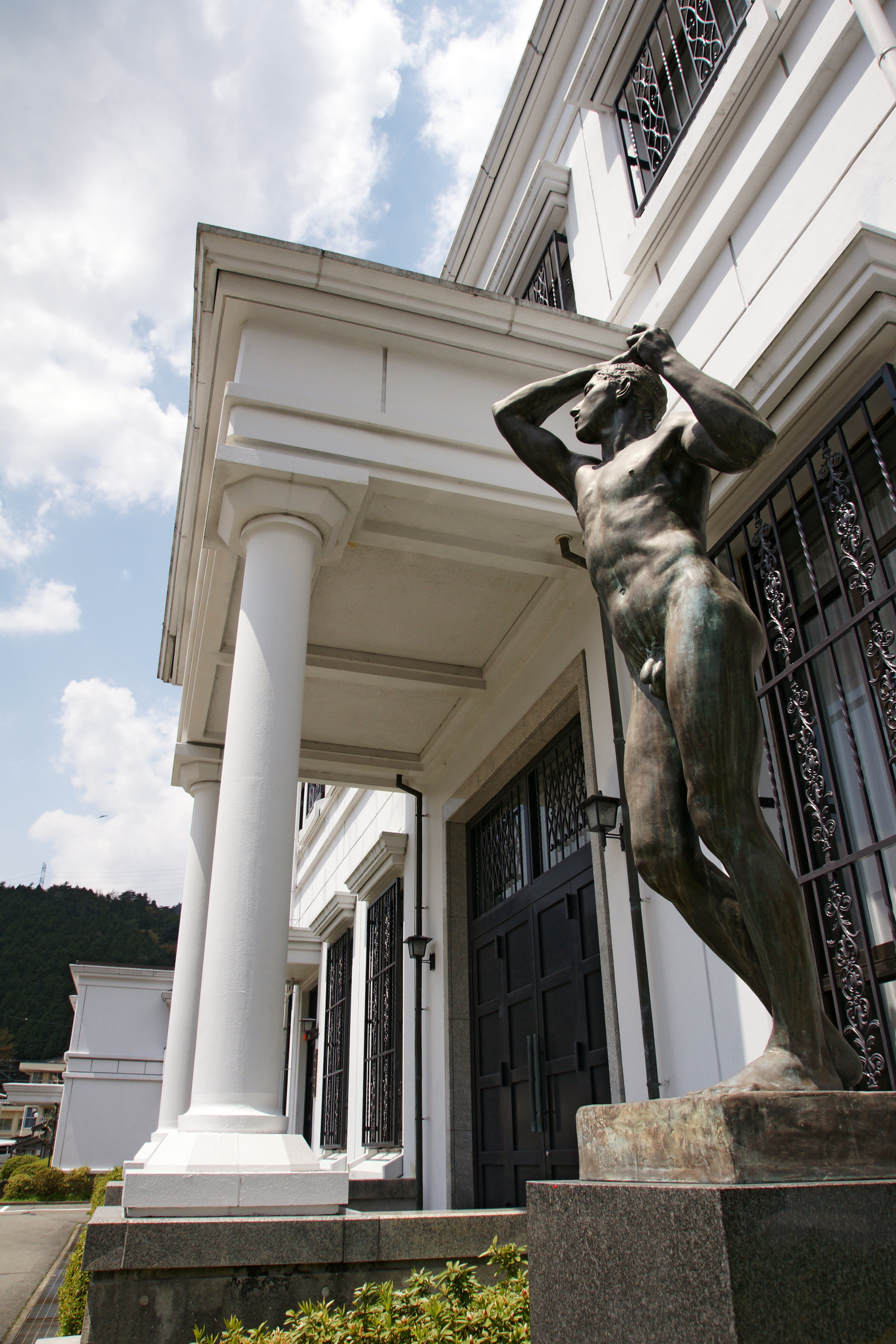
Museo di Tanyo
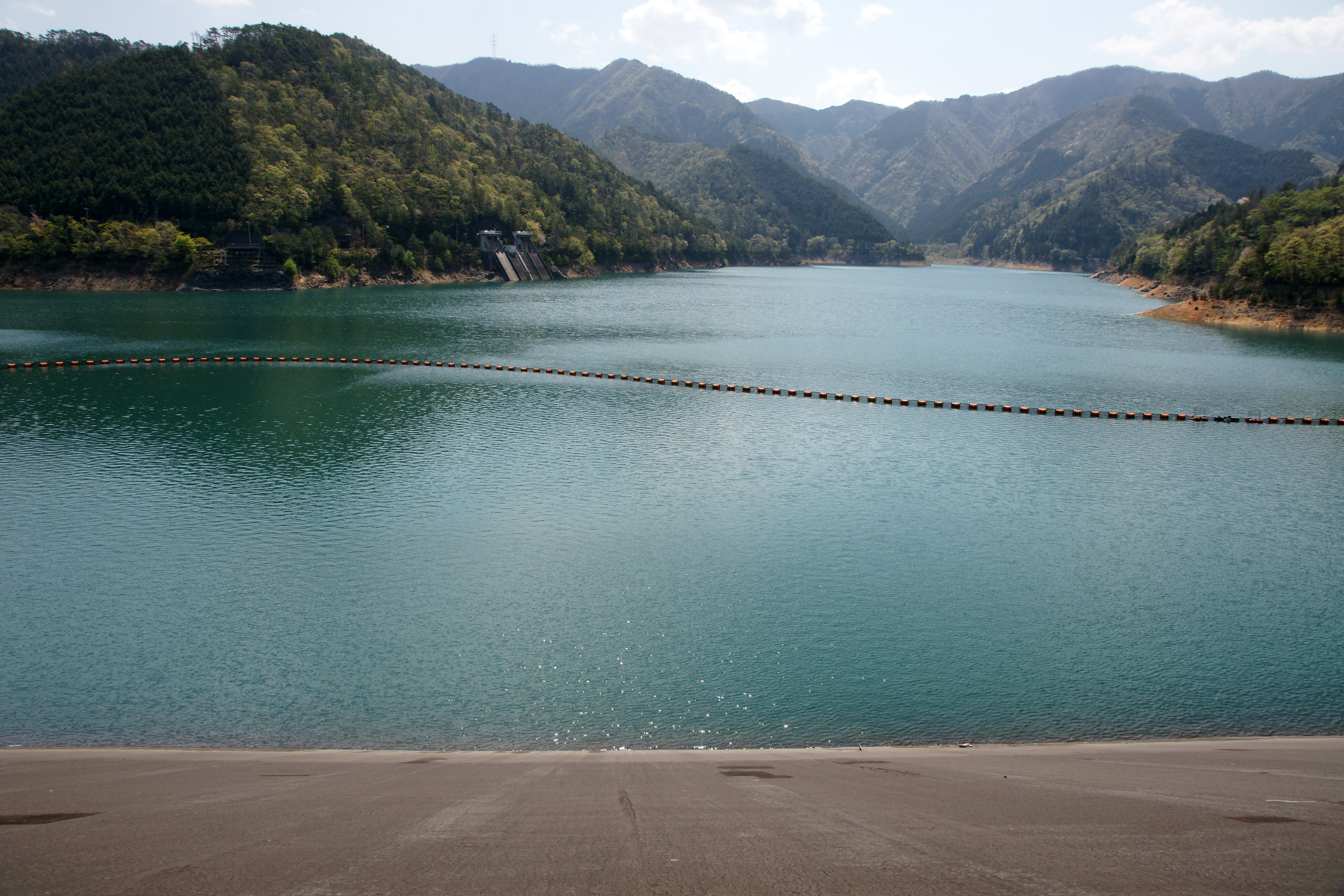
Diga di Tataragi
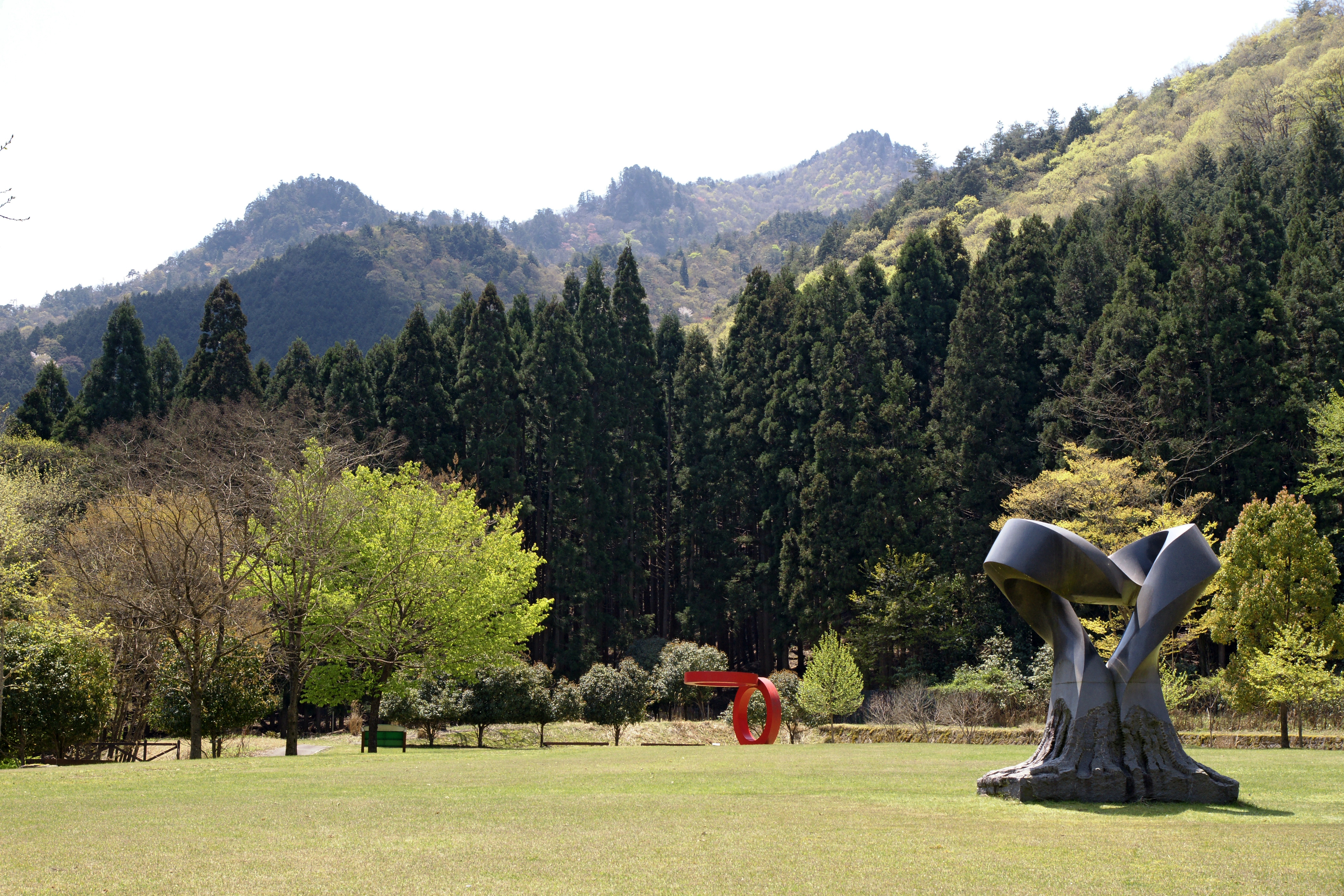
Asago Art Villaggio